# Cyberphoto
Cyberphoto är ett e-handelsföretag i Umeå, startat 1995 av Thomas Lövgren.
Cyberphoto har sina rötter i Te-Ges foto, en fotobutik på Västra Esplanaden i Umeå som startats 1955 av Thomas Lövgrens far Ingemar Lövgren. Företaget började redan 1995 med postorderförsäljning via internet, bytte 1996 namn till FotoCenter Cyberphoto, och ombildades 1998 till renodlat postorderföretag under namnet Cyberphoto.
Företaget utsågs 2003 till årets Gasellföretag i Umeå kommun, och fick samma år högsta totalbetyg bland återförsäljare i prisjämförelsetjänsten Pricerunners kundnöjdhetsundersökning – ett omdöme man sedan fått varje år till och med 2015.  Cyberphoto utsågs 2004 till årets företag i Umeå kommun och grundaren Thomas Lövgren till Årets företagare i Norrland.
2016 utsägs Cyberphoto för tredje året i rad till "Årets återförsäljare av mobiltelefoni på webben" på Mobilgalan